# Perissa orientalis
Perissa orientalis är en tvåvingeart som beskrevs av Ronald Henry Lambert Disney och Peterson 1983. Perissa orientalis ingår i släktet Perissa och familjen puckelflugor. Inga underarter finns listade i Catalogue of Life.